# Treudd

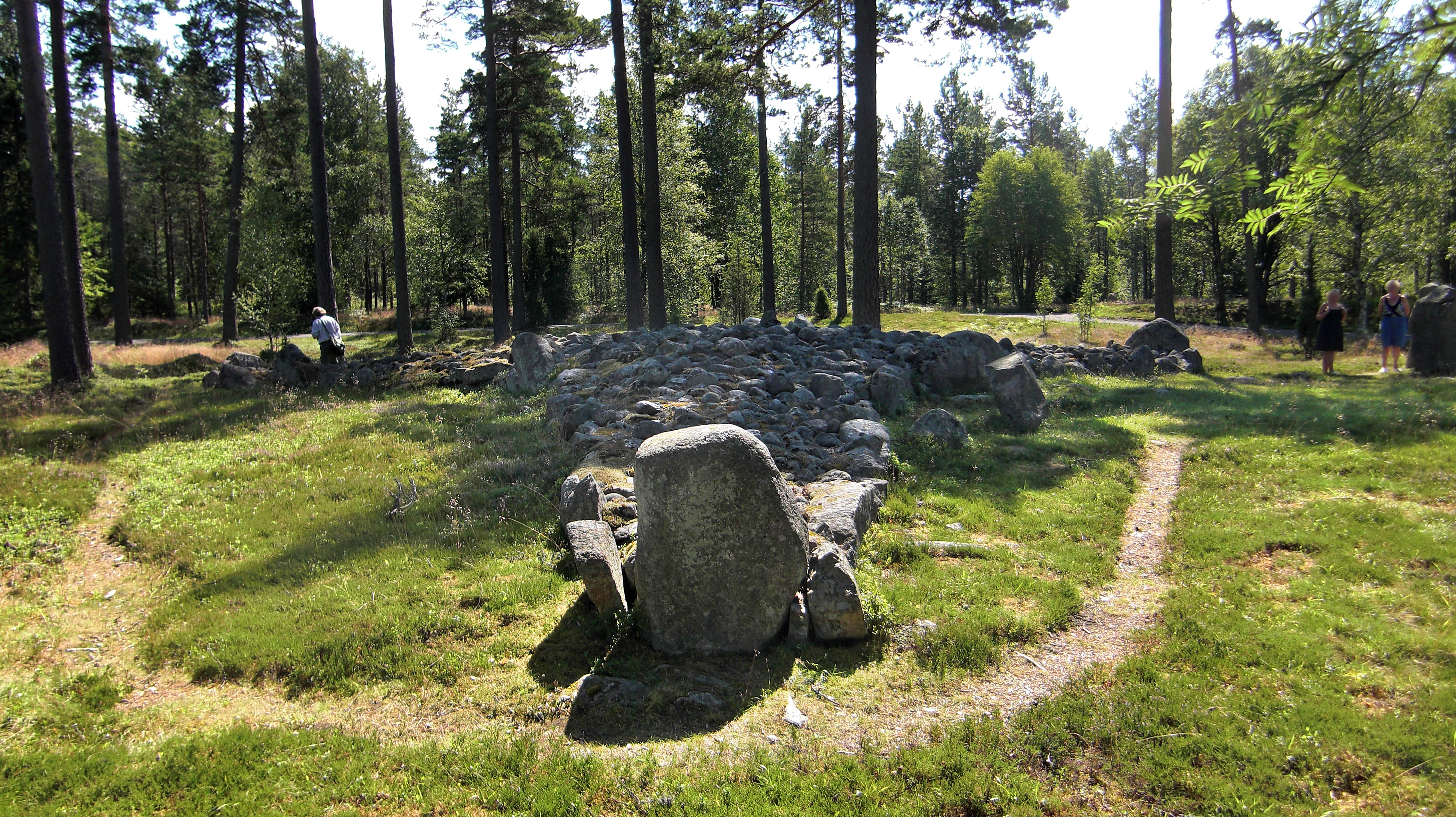
Torsa stenar, der typische Treudd

Der Treudd (plur. Treuddar, englisch Tri-radial cairn oder Trident, norwegisch Treodde auch trekantet oder stjerneformet grav genannt) ist eine dreiarmige Steinsetzung, zumeist mit konkaven Seiten.

## Beschreibung
Der Treudd ist eine Sonderform der Röse, an deren Verbreitungsgebiet er sich anlehnt und daher im südlichen Schweden selten und in Dänemark äußerst selten ist. Beim Treudd handelt es sich meist um ein von Randsteinen gefasstes, gegenüber dem Umfeld etwas erhöhtes Steinpflaster aus etwa kopfgroßen Rollsteinen (nicht bei Öinge treudd). Außer den Treuddar mit niedrigen Randsteinen findet sich eine norwegische Variante als dreieckiger gepflasterter Platz. Die drei schmalen äußeren Enden sind mitunter mittels großer Blöcke markiert. Obwohl einige Treuddar Gräber enthalten, sind sie oft leer, was darauf hindeutet, dass sie eine andere kultische Bedeutung hatten. Von 120 untersuchten Treuddar enthalten 65 % verbrannte Knochen und Grabbeigaben. Einige haben im Zentrum Steinblöcke oder leere Bereiche. Ein Treudd bei Täby hatte im Zentrum eine Fundamentgrube, die offenbar einen Pfahl gestützt hatte. Auf dem als Inhåleskullen (deutsch etwa Teufelshügel vom schwedischen hin håle für Teufel) bezeichneten Gräberfeld südöstlich von Uppsala wurde im Jahr 2010 ein Treudd ausgegraben, bei dem ein Teil der Randsteine noch vorhanden und der Mittelteil deutlich erhöht war. Die etwa 25 m voneinander entfernten Treuddar von Öinge haben Seitenlängen von 33 m und gehören zu den größten in Schweden.

Treuddar
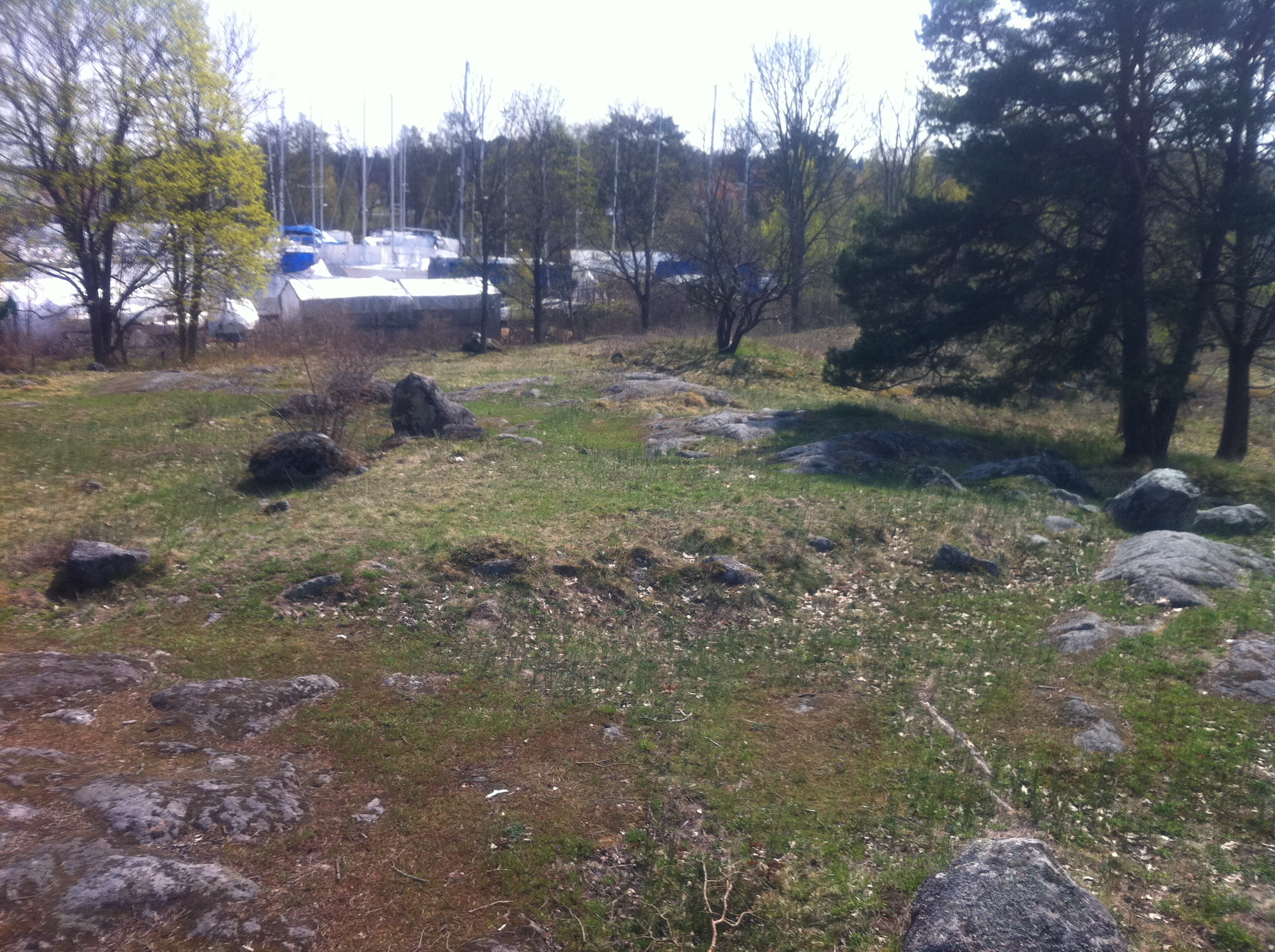
Treudd von Gustavsberg
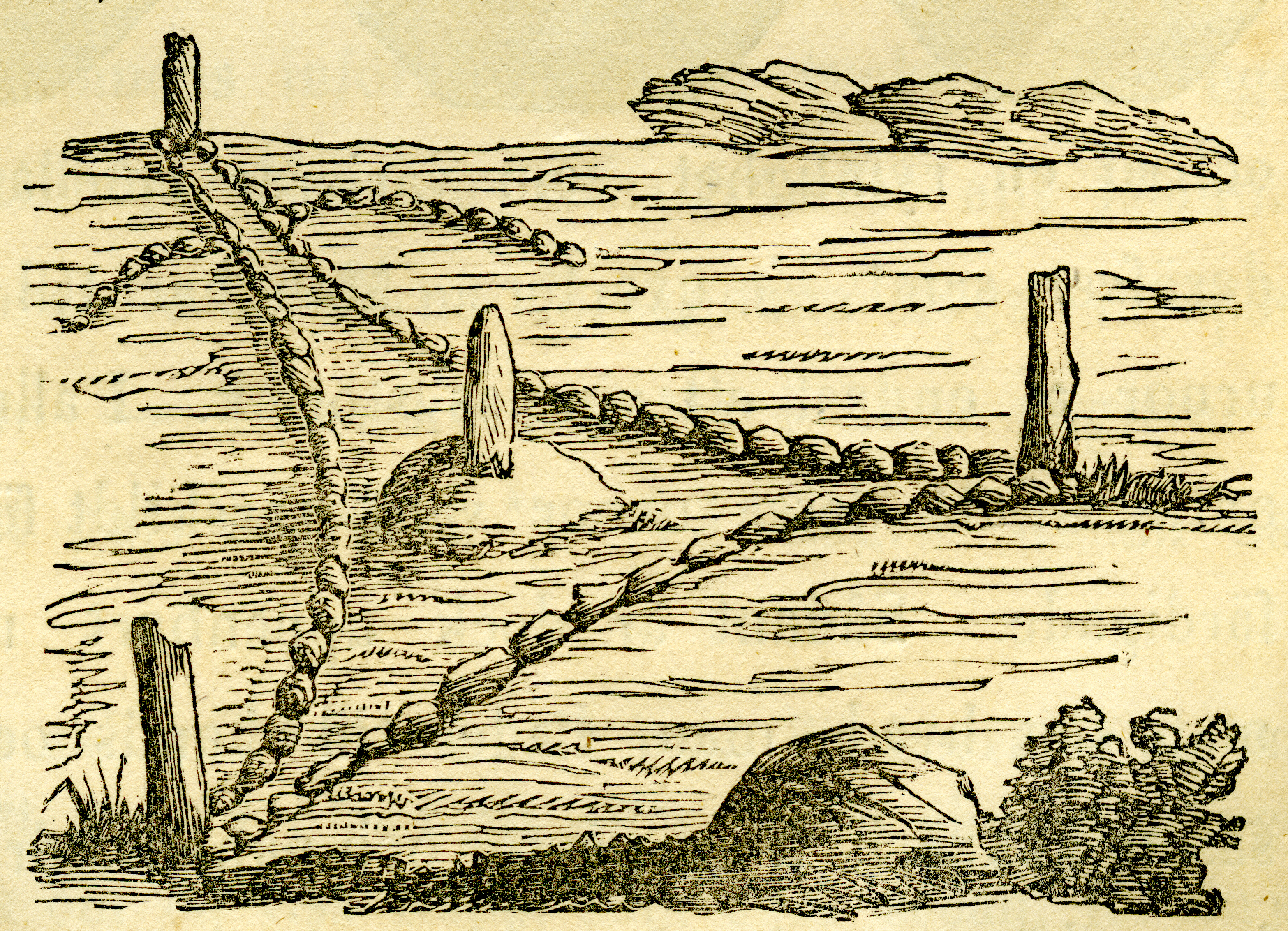
Treudd von Holmberg (1852)
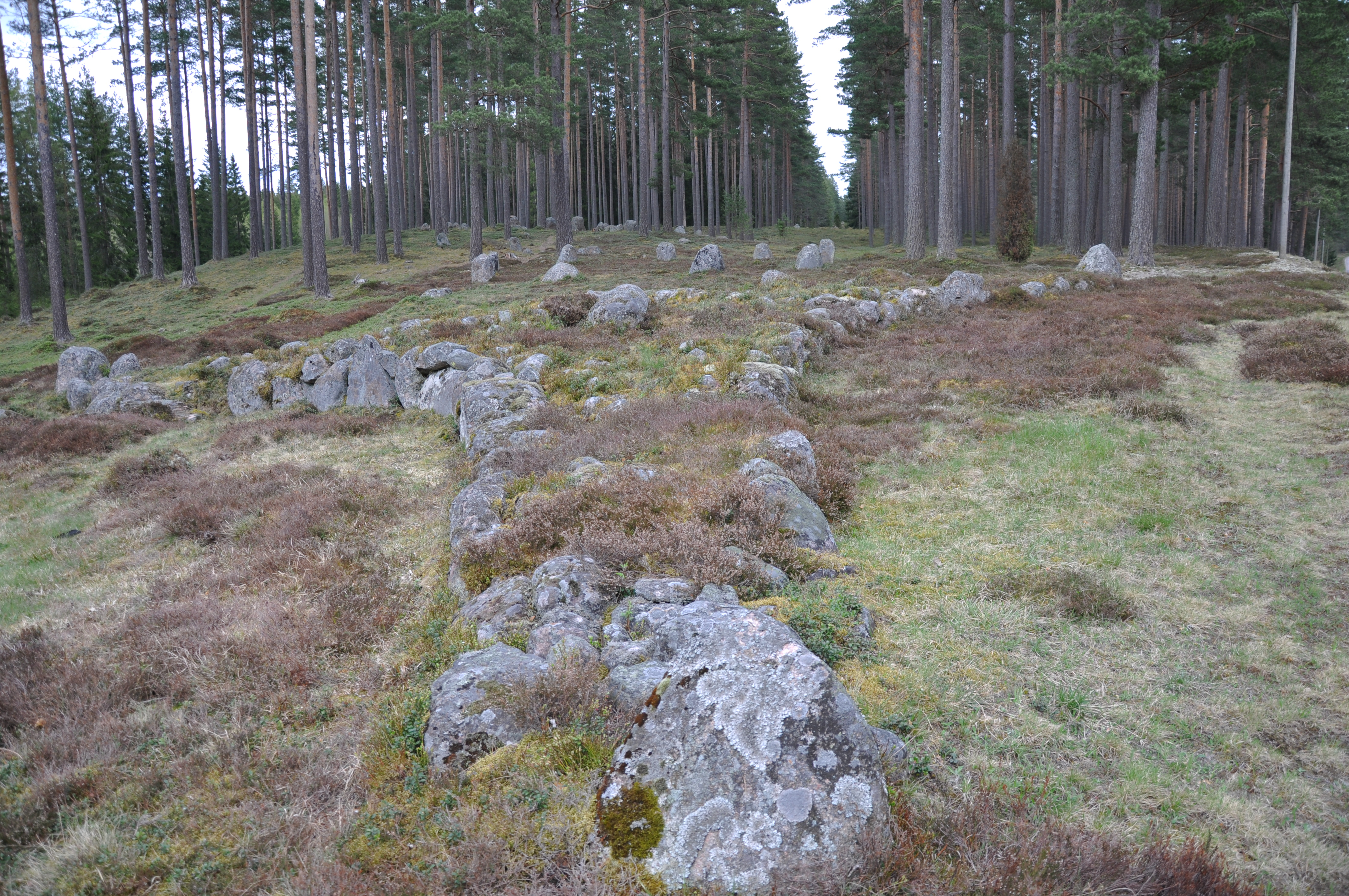
Treudd auf dem Gräberfeld von Bruadungen
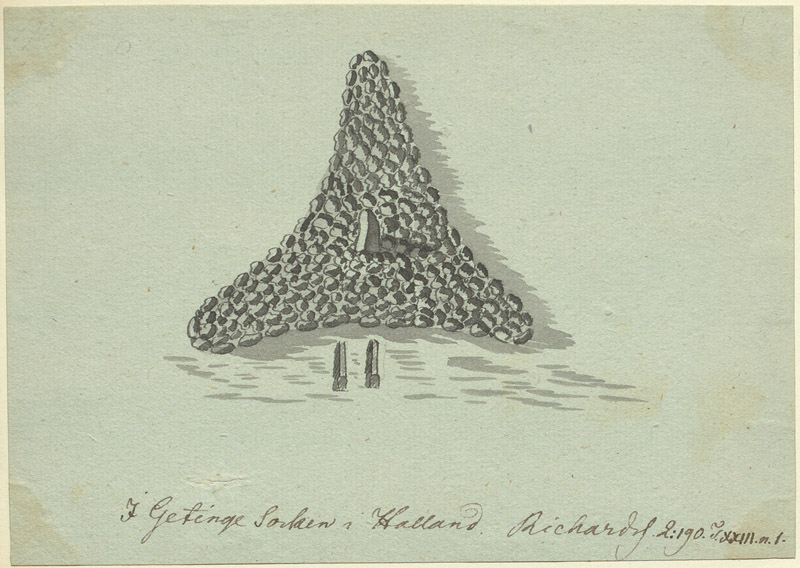
Treudd vom Vrenninge gravfält
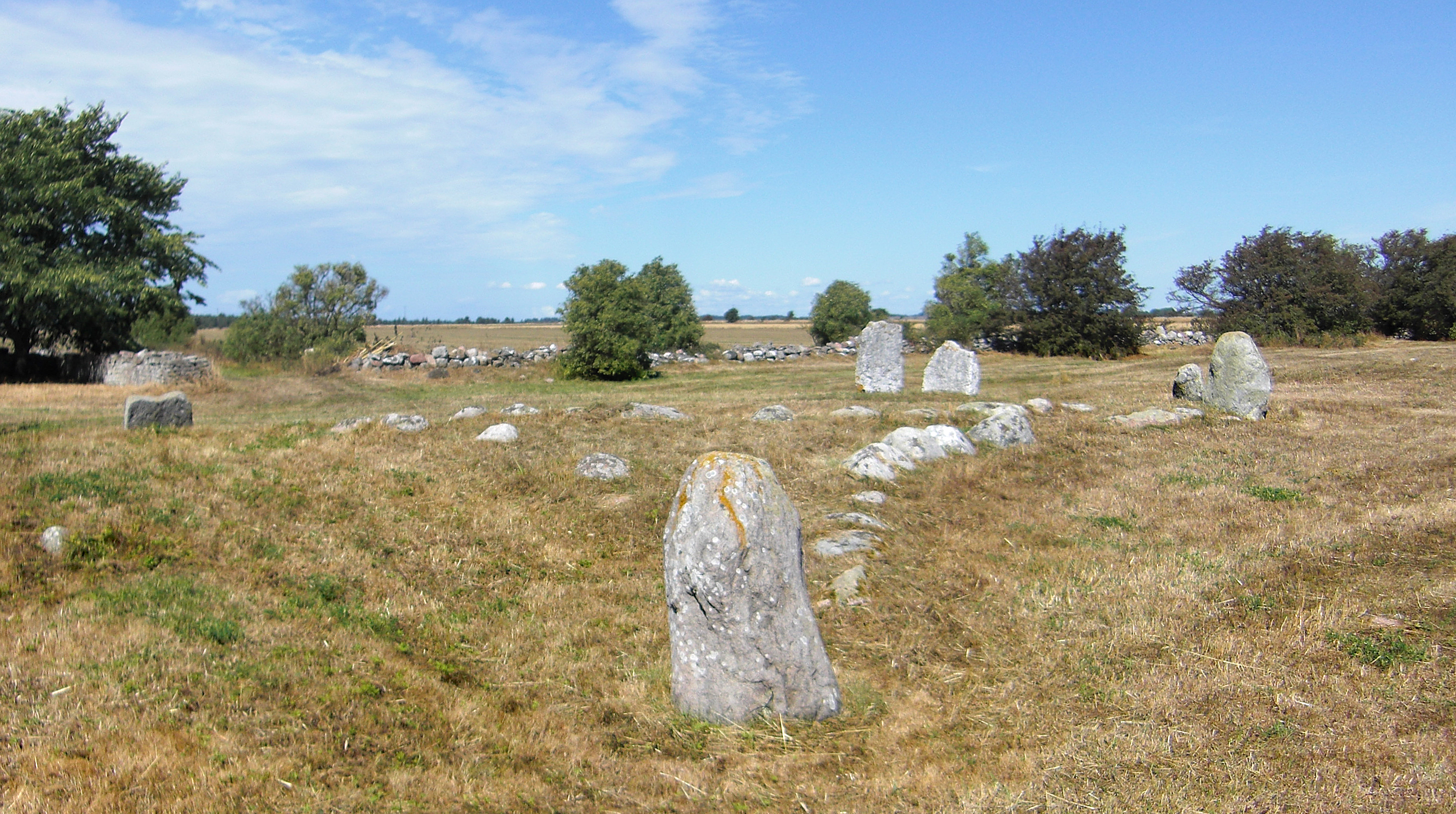
Treudd auf dem Gräberfeld von Seby
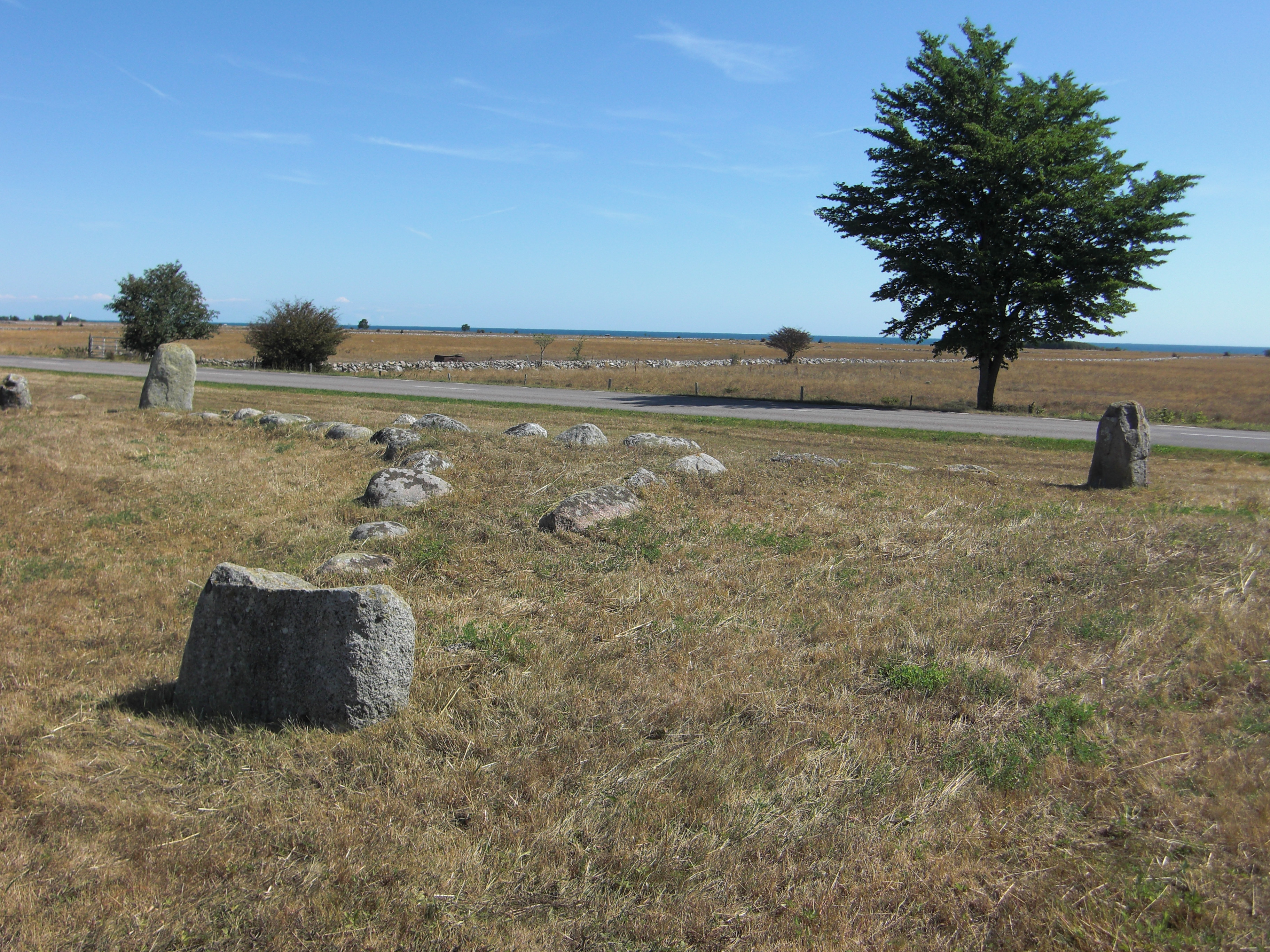
Treudd auf dem Gräberfeld von Seby
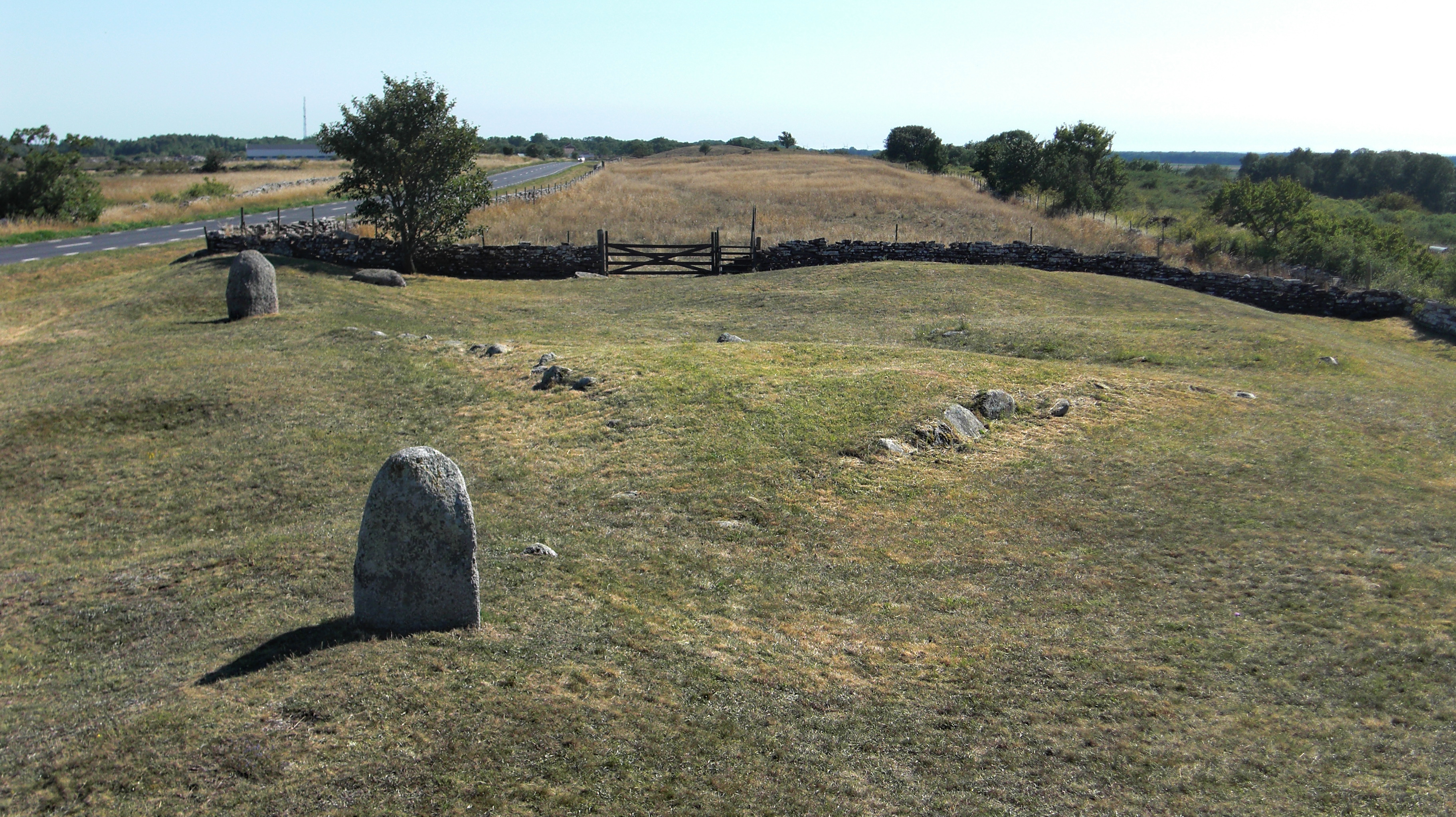
Treudd auf dem Gräberfeld von Mysinge
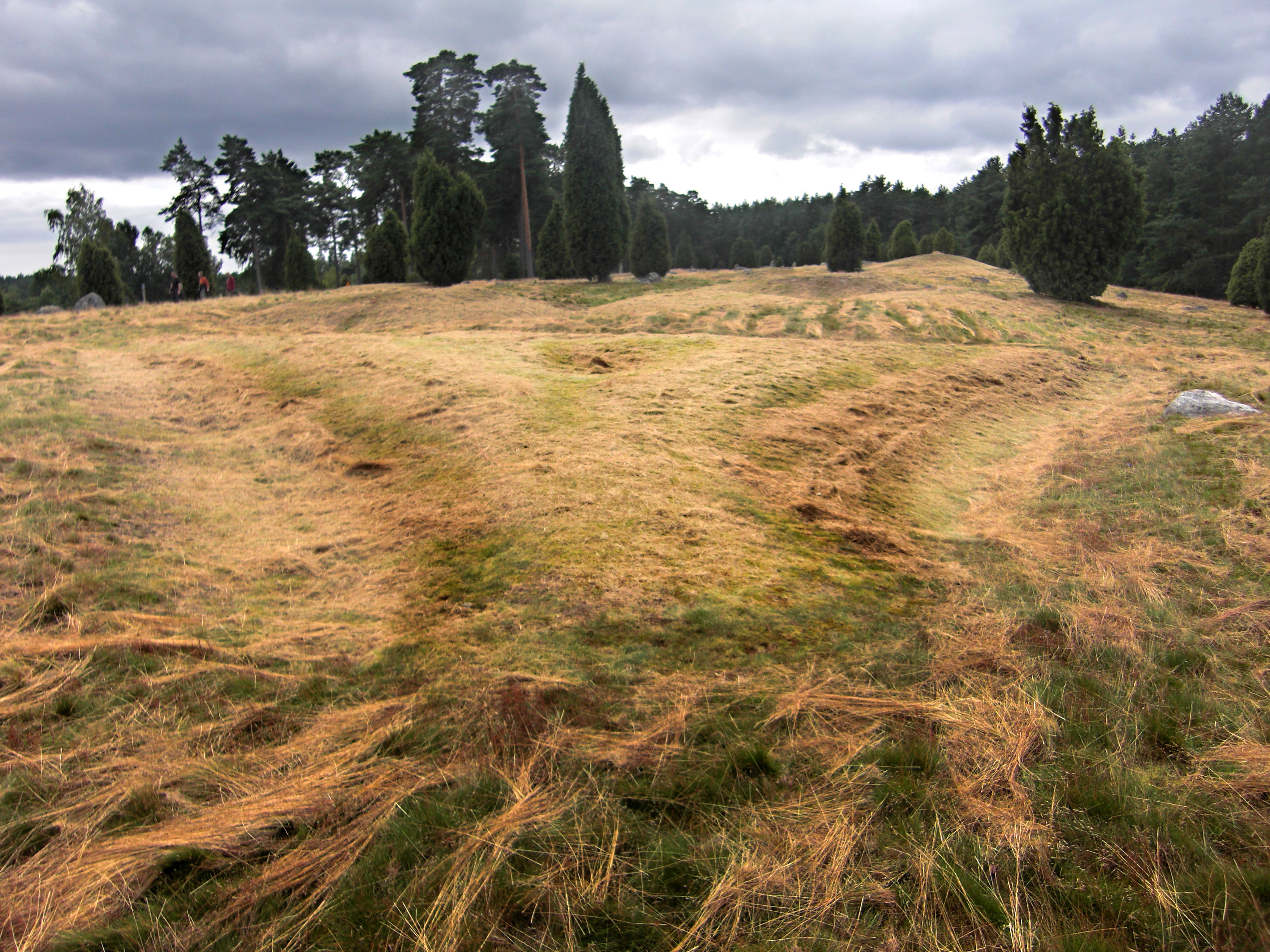
Treudd auf dem Gräberfeld von Hjortsberga
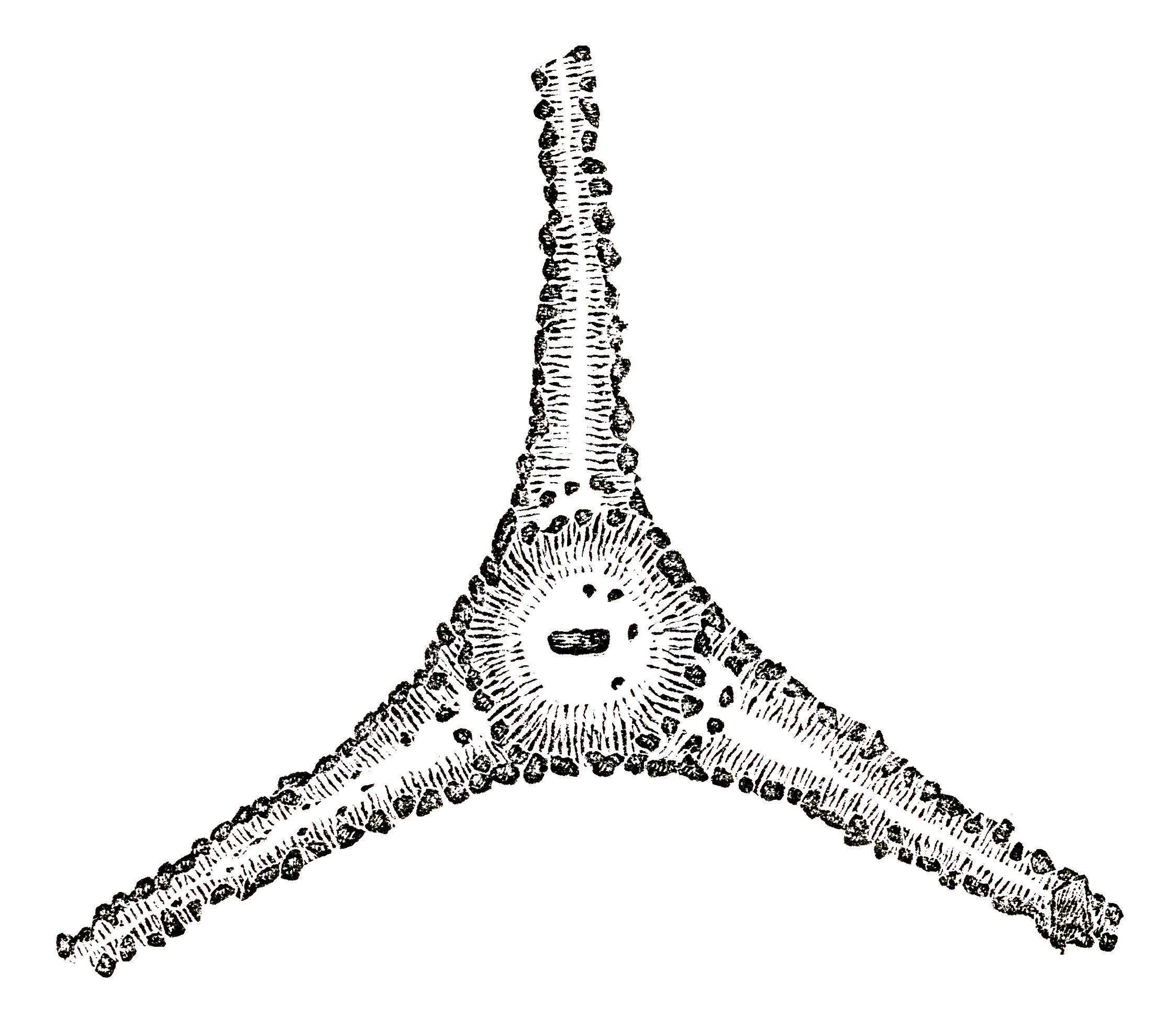
Treudd Skizze von O. Montelius 1877
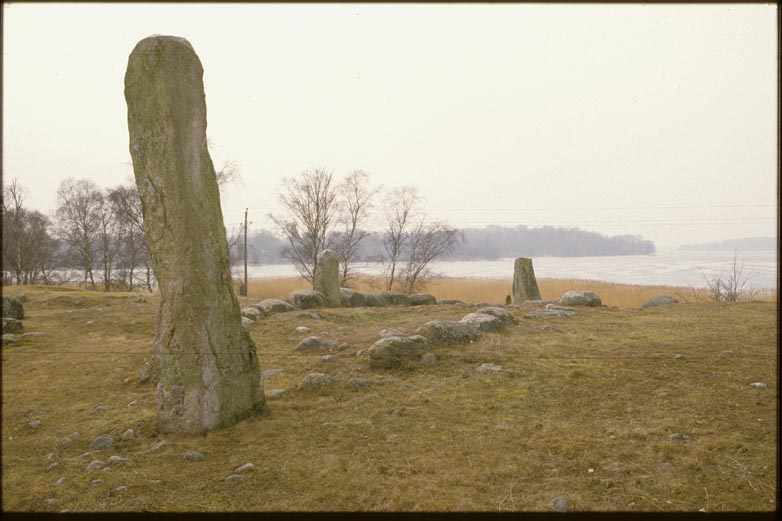
Treudd auf dem Gräberfeld von Hjortahammar

## Verbreitung
Treuddar und Treodde kommen in etwa 90 Exemplaren in Dänemark, in 150 Exemplaren in Norwegen (De fem dårlige jomfruer, Edøya, Dødssjødno) und rund 2800 Exemplaren in Schweden vor. Hinzu kommen etwa 200 trianguläre Gräber. Treudds kommen z. B. in Småland und in der Vendel- und Wikingerzeit in Uppland und Mittelschweden vor. Konzentrationen finden sich um den See Bolmen, in den daran angrenzenden Gemeinden Ljungby und Hylte. In Småland gibt es 15, in Bohuslän und Blekinge sieben Gräberfelder mit Treudds. Weitere Zentren bilden Halland, das zentrale Östergötland sowie das Mälardalen. Dagegen sind auf Gotland, in Dalarna, in Värmland sowie im nördlichen Schweden bislang keine Treudds gefunden worden, aber im Grabfeld von Lopperstad (bei Runsten) und bei Jordham auf Öland findet sich eine Variante mit Seitenlängen von 12, 19 und 21 aus der Eisenzeit. In Dänemark kommen Treudds in Himmerland und Thy vor (Hørby, Lindholm Høje, Riss Fattiggård, Torslev).

## Tri-radial cairn
Die nordenglische Version des Treudd ist der bronzezeitlicheTri-radial cairn. Tri-Radial cairns sind eine Denkmalart, die in den Mooren Nordenglands gefunden wird. Sie bestehen aus drei radialen Steinarmen, in der Regel nicht mehr als sechs Meter lang und einen halben Meter hoch sind. Über 20 Beispiele sind bekannt, mit einer Konzentration von acht in Lordenshaws in Northumberland. Der Erhaltungsgrad der Tri-radial cairns variiert.

## Zeitstellung
Die Anlagen werden wie quadratische Steinhügel mit Randsteinen und großen Ecksteinen überwiegend in die ältere und jüngere Eisenzeit datiert. 
Der schwedische Archäologe Anders Andrén stellte im Jahre 2002 die Idee vor, dass der Treudd die Weltesche Yggdrasil mit ihren drei Wurzeln symbolisiere. Symbolismus, der auf der Zahl drei beruht (Valknut), ist im Norden bis in die Wikingerzeit verbreitet.

## Bemerkungen
1. ↑  RAÄ Vaksala 155
2. ↑  Anders Andrén: I skuggan av Yggdrasil. Trädet mellan idé och realitet i nordisk tradition. In: Anders Andrén, Kristina Jennbert, Catharina Raudvere (Hrsg.): Ordning mot kaos. Studier av nordisk förkristen kosmologi (= Vägar till Midgård. 4). Nordic Academic Press, Lund 2004, ISBN 91-89116-63-1, S. 389–430.